# Нова Західна вежа (Кам'янець-Подільська фортеця)
Нова́ За́хідна ве́жа — наріжна фортечна вежа № 7 Старого замку міста Кам'янець-Подільський. Зведена у XVI–XVII сторіччях. Найбільша за розмірами споруда замку. Пам'ятка перехідного етапу від середньовічної до нової фортифікації.

## Назва
Новозведену на західному боці замку вежу назвали Новою Західною.

## Згадка в історичних джерелах
Опис вежі зберігся в «Реєстрі всіх будівель навколо замку Кам'янецького» за 1544 рік:

| «Вежа, новоспоруджена біля вежі Денної, з боку поля, звідки найбільш можливий доступ ворогові, зведена міцно, на фундаменті... З боку замку в цю вежу веде новий широкий склепінчастий вхід... Входом цим, в разі потреби, витягають у вежу гармати... На середньому поверсі вежі, з боку поля, розташовані бійниці, закриті тонкою стіною, яка, в разі потреби, може бути легко зруйнована і скинута тут же вниз у рів. По боках цих бійниць збоку... влаштовані хрестоподібні вікна, з яких також можна буде стріляти з рушниць... По середині цієї вежі, всередині, є товсті кам'яні стовпи. На них укріплені колоди, які входять у стіни і на яких наслана підлога уздовж бійниць. На... третьому поверсі вежі є такі ж бійниці, а з боків їх – менші; всі вони так міцно споруджені і забезпечені склепіннями, що стрільба з них абсолютно безпечна. Верхні шипи або зубці веж мають 9 ліктів завтовшки, а під ними стіна вежі має завтовшки 14 ліктів...»[1] |

## Історія

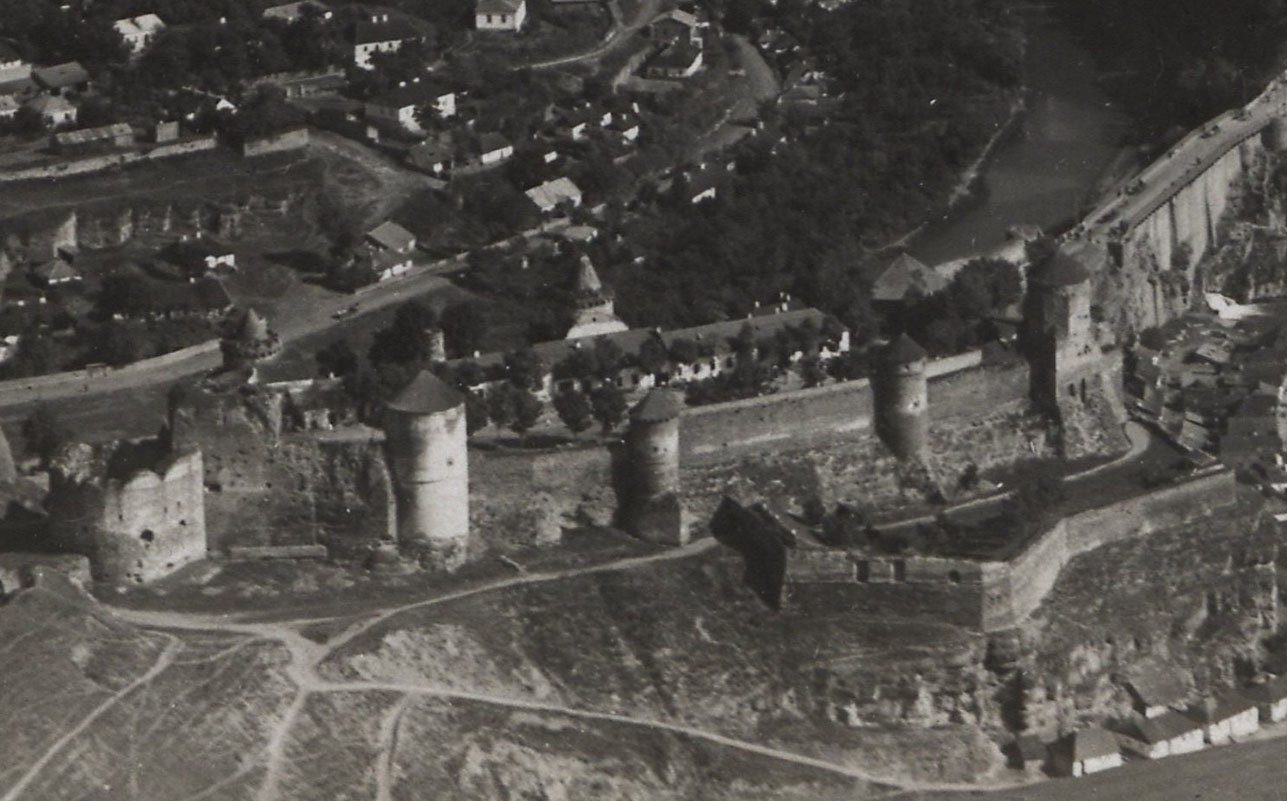
Нова Західна вежа (крайня зліва), аерофотозйомка 1914 р.

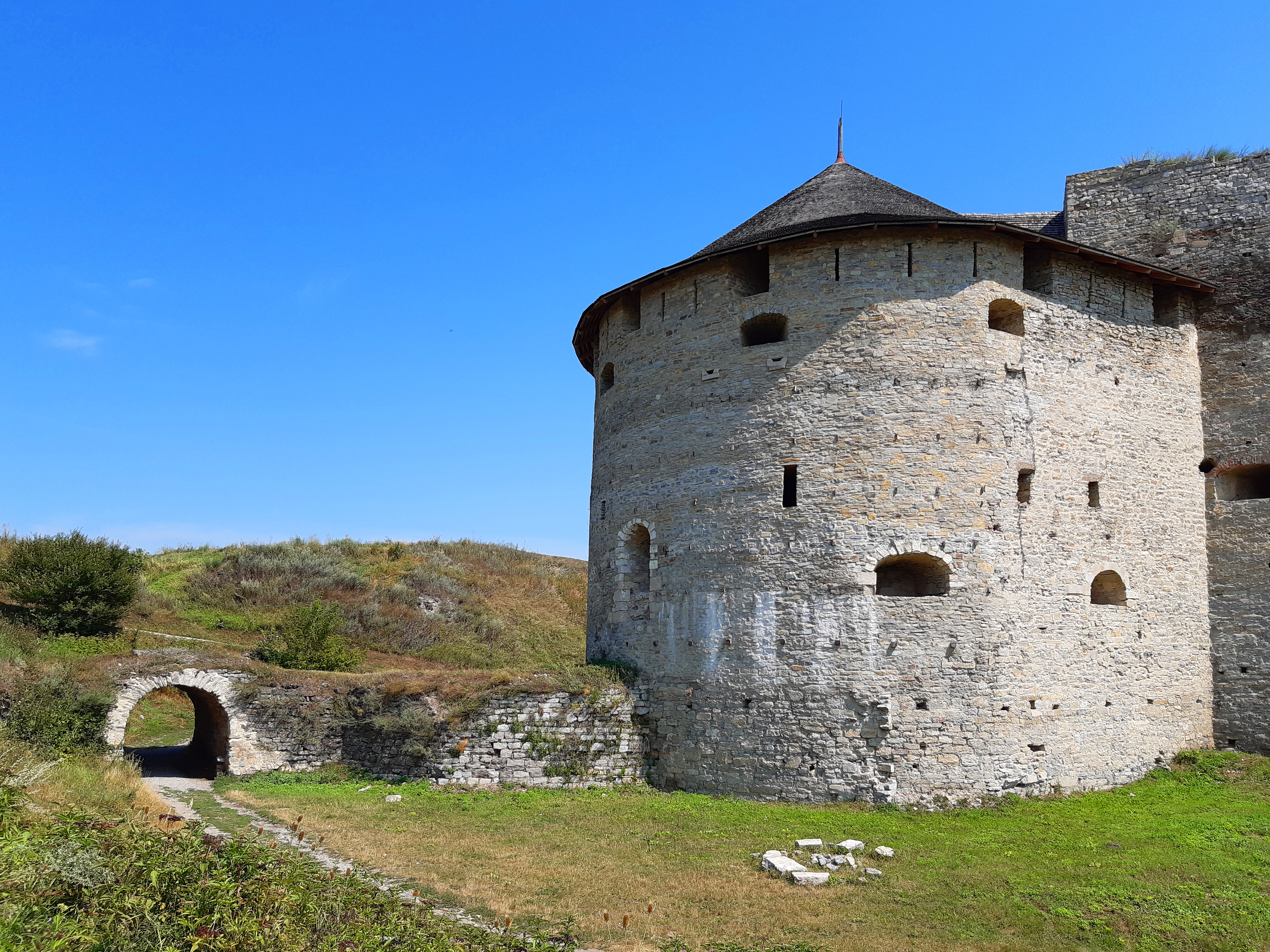
Краєвид із південного заходу

Вежу у п'ятикутній формі збудував королівський архітектор і військовий інженер Йов Претфес (Претвич). Основу для вежі і заглиблення замкового рову вирубували у скелі. Нова вежа була ідентичною Новій Східній, але мала всередині стовп, на який спиралися конструкції даху. З цієї башти добре прострілювалися західний оборонний рів, дорога до замку, а також західний і південно-західний підступи до фортеці.
Однак пізніше вежа разом з Новою Східною виявилася найуразливішою. 25 серпня 1672 після підриву під чам бойових дій між польським гарнізоном Кам'янця і союзним турецько-козацьким військом вежа була сильно пошкоджена.
Турки відбудували її. Вежа отримала підковоподібний в плані абрис і з пунтоне перетворилася у бастею.

## Опис
Вежа утворює західний зовнішній ріг Старого замку. Виступає на 17,5 м за перетин його північно-західних і південно-західних мурів.
Вежа являє собою в плані напівколо діаметром 20 м, кінці якого продовжуються прямими ділянками довжиною 10 м і примикають на відстані 5,5 м один від іншого до рогу Денної вежі. Мури з додатним нахилом, на рівні другого ярусу мають товщину 3,3 м, на рівні третього ярусу — 2,6 м. Висота їх з боку рову 12-15 м.

## Реставраційні роботи
У 1946-1952 роках провели консерваційні роботи фортеці. У 1960-х роках під керівництвом архітектора-реставратора Євгенії Пламеницької проводились планомірні архітектурно-археологічні дослідження укріплень Старого замку. Державний науково-дослідний інститут теорії та історії архітектури та містобудування опрацював Генеральну програму консерваційно-реставраційних робіт по Старому замку та архітектурну концепцію реставрації, розроблену Є. Пламеницькою. У 1960-1980-х роках здійснили консервацію та реставрацію значної частини замкових укріплень, зокрема і Денної вежі.
Нові масштабні реставраційні роботи провели згідно з «Перспективною програмою консерваційних і реставраційних робіт по комплексу Старого і Нового замків» 1999 року, автором якої була дочка Євгенії Пламеницької  Ольга Пламеницька.
1 серпня 2011 року вежа обвалилася. Згодом її відновили.